# Hans Julius Wolff (historien du droit)
Pour les articles homonymes, voir Hans Julius Wolff et Wolff.
Hans Julius Wolff né le 27 août 1902 à Berlin et mort le 23 août 1983 à Fribourg-en-Brisgau, est un juriste allemand, considéré comme l'un des plus importants historiens du droit, dont les recherches ont porté en particulier sur le droit dans la Grèce antique.

## Biographie
Issu d'une famille juive fort cultivée, il fit des études juridiques et passa son doctorat en 1932 à l'université Humboldt de Berlin. L'arrivée au pouvoir des nazis et les lois l'empêchèrent de continuer sa carrière universitaire. En 1935 l'Association d'aide aux savants allemands à l'étranger lui permit d'émigrer au Panama où il enseigna jusqu'à fin des années 1930 à l'université nationale. En 1939 il émigra aux États-Unis où il paracheva ses études aux universités du Tennessee et du Michigan puis enseigna à partir de 1945 dans différentes universités du Middle West et, après 1950, à l'université d'Oklahoma.
De retour en Allemagne en 1952, Hans Julius Wolff enseigna le droit romain d'abord à Mayence puis, à partir de 1955 comme professeur titulaire de droit grec, de droit romain et de droit civil à l'université de Fribourg-en-Brisgau où il mit en place l'enseignement du droit de la Grèce ancienne. Il centra ses recherches sur le droit attique dans l'Antiquité et le droit de l'époque des Ptolémées tel que le laissaient voir les papyrus grecs d'Égypte. En 1972 l'université d'Athènes le nomma docteur honoris causa. En 1974-1975 il devint membre de la School de l'Institute for Advanced Study (université de Princeton), dans le New Jersey.
Juif à l'origine, il se convertit par la suite au protestantisme et plus tard au catholicisme.

## Ouvrages (sélection)
- Roman Law. A historical Introduction, Oklahoma 1951, (Réédite en 1976,  (ISBN 978-0806112961))
- Das Justizwesen der Ptolemäer, Beck, Munich 1962 (Münchener Beiträge zur Papyrusforschung und antiken Rechtsgeschichte, H. 44) (2e édition 1970,  (ISBN 3-406-00644-2))
- Die attische Paragraphe. Ein Beitrag zum Problem der Auflockerung archaischer Prozessformen, Böhlau, Weimar 1966 (Graezistische Abhandlungen, Tome 2)
- Demosthenes als Advokat.Funktionen und Methoden des Prozesspraktikers im klassischen Athen  de Gruyter, Berlin 1968 (Schriftenreihe der Juristischen Gesellschaft e.V., Berlin, H. 30)
- Das Recht der griechischen Papyri Ägyptens in der Ptolemäer- und der Prinzipatszeit Vol. 2: Organisation und Kontrolle des privaten Rechtsverkehrs, Beck, Munich 1978,  (ISBN 3-406-05192-8), (Handbuch der Altertumswissenschaft, 5e partie  (ISBN 978-3406051920))